# 張有恒
張有恒（1954年1月25日—），中華民國（臺灣）交通運輸學者，賓州大學運輸管理博士，國立成功大學特聘教授，曾任民航局局長、行政院飛安會主委
、中華航空總經理、國立成功大學管理學院院長、國立成功大學鐵道研究社指導老師。

## 2016中華航空空服員罷工事件
中華航空空服員因不滿公司未經協商片面削減工時計算規定，工會投票通過罷工決議。2016年6月24日凌晨0時起開始罷工。
在該工會籌劃投票及組織罷工行動的過程中，遭行政院指責面對該事件處置不當，未積極與勞方進行協議，放任事態惡化。於罷工行動同日上午8時，遭到解職。由原華儲公司董事長謝世謙接任。